# 三菱Emeraude
三菱Emeraude（日语：三菱·エメロード）乃日本三菱汽車於1992年至1996年之間所開發生產的四門硬頂轎車，由第七代三菱Galant衍生而來。關於車名，在法文中意謂「祖母綠（（法文）émeraude）」。

## 概要與歷史
1992年 - 10月作為第七代三菱Galant的四門硬頂轎車版上市，車頭採用進氣壩與多向反射式頭燈一體式的設計，高度矮了3公分，其餘機械結構皆與兄弟車Galant相同。為了趕上1980年代後半期由豐田Carina ED開啟的上流社會代步車熱潮，此車款雖具備豪華內飾及座椅，但為了整體車身線條，後座成員的頭部空間相當有壓迫感。當時該熱潮已逐漸移向越野車，且以高級車的定位來說尚有三菱Diamante，Emeraude的高級豪華及舒適度略微遜色，因此始終陷入滯銷的苦戰。話說回來，正因為在日本國內成績不振，後來原廠轉而外銷同為右駕的香港、泰國、馬來西亞、新加坡等地。
1994年 - 1月推出特仕車「Super Touring R-Special」，以「Super Touring」車型外加全車空力套件及2.0L V型六缸DOHC MIVEC 6A12型引擎，但空調系統改成手動控制。同年2月實施部分改良，推出搭載2.0L V型六缸DOHC MIVEC-MD 6A12型引擎的「Super Touring-R」車型，改變車色塗裝，停用暗紅色內裝。
同年10月實行小改款，沿用三菱Eterna的前保險桿，變更進氣壩的造型，尾燈帶有反光板，大幅更動車型故廢除1.8TR（直4）、1.8TG（V6）、「2000DOHC Super Touring」等。同時受到日本泡沫經濟破滅的影響，原廠厲行削減成本，1.8L及2.0L MIVEC車型的空調皆改成手動控制，車室內的廉價塑料感更重。
1995年 - 10月再次實行部分改良，推出雙色車身塗裝，駕駛座安全氣囊成為全車系之標準配備。
1996年 - 8月隨著大改款的第八代Galant上市而宣告停產，總生產數量僅有19,214輛而已。

## 外部連結
- 短命的三菱四門硬頂豪華轎車-三菱Emeraude （页面存档备份，存于）
- （日語）三菱 エメロード (1992-1996)：ギャランから派生した高級4ドアハードトップ （页面存档备份，存于）